# Rodelen op de Olympische Winterspelen 2014 - Estafette
De rodelestafette tijdens de Olympische Winterspelen 2014 vond plaats op 13 februari op de bobslee-, rodel- en skeletonbaan Sanki in Rzjanaja Poljana.
Dit onderdeel stond voor de eerste maal op het programma. Ieder estafetteteam bestond uit een mannen enkel, een vrouwen enkel en een dubbelrodel.
De Duitse olympische kampioenen op hun eigen onderdeel slaagden erin om hun tweede gouden medaille op deze Spelen te behalen. Voor Felix Loch was het zijn derde gouden medaille, een evenaring van het aantal van rodelaar Georg Hackl, die driemaal individueel goud won. Thuisland Rusland, met zilverenmedaillewinnaar Demtsjenko bij de mannen enkel in het team, werd tweede. De bronzen medaille werd door Letland veroverd, met de gebroeders Šics in het team, die ook al de bronzenmedaillewinnaars waren bij de dubbelrodel.

## Tijdschema
| Datum       | Lokale tijd | MET   |
| ----------- | ----------- | ----- |
| 13 februari | 18:30       | 15:30 |

## Uitslag
De vrouwen gingen als eerste van start, daarna volgden de mannen en de dubbels finishten als laatste.
| #      | Land             | Totaal tijd | Olympiërs                              | Run tijd |
| ------ | ---------------- | ----------- | -------------------------------------- | -------- |
| Goud   | Duitsland        | 2.45,649    | Natalie Geisenberger                   | 54,095   |
| Goud   | Duitsland        | 2.45,649    | Felix Loch                             | 55,639   |
| Goud   | Duitsland        | 2.45,649    | Tobias Wendl / Tobias Arlt             | 55,915   |
| Zilver | Rusland          | 2.46,679    | Tatjana Ivanova                        | 54,429   |
| Zilver | Rusland          | 2.46,679    | Albert Demtsjenko                      | 55,775   |
| Zilver | Rusland          | 2.46,679    | Alexander Denisjev / Vladislav Antonov | 56,475   |
| Brons  | Letland          | 2.47,295    | Elīza Tīruma                           | 54,745   |
| Brons  | Letland          | 2.47,295    | Mārtiņš Rubenis                        | 56,048   |
| Brons  | Letland          | 2.47,295    | Andris Šics / Juris Šics               | 56,502   |
| 04     | Canada           | 2.47,395    | Alex Gough                             | 54,643   |
| 04     | Canada           | 2.47,395    | Samuel Edney                           | 56,197   |
| 04     | Canada           | 2.47,395    | Tristan Walker / Justin Snith          | 56,555   |
| 05     | Italië           | 2.47,420    | Sandra Gasparini                       | 54,823   |
| 05     | Italië           | 2.47,420    | Armin Zöggeler                         | 56,039   |
| 05     | Italië           | 2.47,420    | Christian Oberstolz / Patrick Gruber   | 56,558   |
| 06     | Verenigde Staten | 2.47,555    | Erin Hamlin                            | 54,338   |
| 06     | Verenigde Staten | 2.47,555    | Chris Mazdzer                          | 56,245   |
| 06     | Verenigde Staten | 2.47,555    | Christian Niccum / Jayson Terdiman     | 56,972   |
| 07     | Oostenrijk       | 2.48,477    | Mariam Kastlunger                      | 55,596   |
| 07     | Oostenrijk       | 2.48,477    | Wolfgang Kindl                         | 56,434   |
| 07     | Oostenrijk       | 2.48,477    | Andreas Linger / Wolfgang Linger       | 56,447   |
| 08     | Polen            | 2.49,753    | Natalia Wojtusciszyn                   | 54,937   |
| 08     | Polen            | 2.49,753    | Maciej Kurowski                        | 56,737   |
| 08     | Polen            | 2.49,753    | Patryk Poreba / Karol Mikrut           | 58,079   |
| 09     | Tsjechië         | 2.49,805    | Vendula Kotenová                       | 55,600   |
| 09     | Tsjechië         | 2.49,805    | Ondřej Hyman                           | 56,926   |
| 09     | Tsjechië         | 2.49,805    | Lukas Broz / Antonin Broz              | 57,279   |
| 10     | Slowakije        | 2.50,165    | Viera Gburova                          | 55,757   |
| 10     | Slowakije        | 2.50,165    | Jozef Ninis                            | 56,472   |
| 10     | Slowakije        | 2.50,165    | Marian Zemanik / Jozef Petrulak        | 57,936   |
| 11     | Oekraïne         | 2.51,055    | Olena Schkhumova                       | 55,671   |
| 11     | Oekraïne         | 2.51,055    | Andrij Kis                             | 56,882   |
| 11     | Oekraïne         | 2.51,055    | Oleksandr Obolonchyk / Roman Zakharkis | 58,502   |
| 12     | Zuid-Korea       | 2.52,629    | Sung Eun-ryung                         | 56,174   |
| 12     | Zuid-Korea       | 2.52,629    | Kim Dong-hyeon                         | 57,986   |
| 12     | Zuid-Korea       | 2.52,629    | Park Jinyong / Cho Jung-myung          | 58,469   |